# Kanton Strasbourg-10
Strasbourg-10 is een voormalig kanton van het Franse departement Bas-Rhin. Het kanton maakte deel uit van het arrondissement Straatsburg-Stad. Het werd opgeheven bij decreet van 18 februari 2014, met uitwerking op 22 maart 2015.
Het kanton omvatte uitsluitend een deel van de gemeente Straatsburg (wijken van Neuhof en Port du Rhin).